# Saint-Laurent-sur-Gorre
Saint-Laurent-sur-Gorre is een gemeente in het Franse departement Haute-Vienne (regio Nouvelle-Aquitaine) en telt 1448 inwoners (2005). De plaats maakt deel uit van het arrondissement Rochechouart.

## Geografie
De oppervlakte van Saint-Laurent-sur-Gorre bedraagt 39,7 km², de bevolkingsdichtheid is 36,5 inwoners per km².
De onderstaande kaart toont de ligging van Saint-Laurent-sur-Gorre met de belangrijkste infrastructuur en aangrenzende gemeenten.

## Demografie
Onderstaande figuur toont het verloop van het inwonertal (bron: INSEE-tellingen).